# Piotrowice (powiat lubelski)
Piotrowice – wieś w Polsce położona w województwie lubelskim, w powiecie lubelskim, w gminie Strzyżewice. Leży nad rzeką Bystrzycą (dopływ Wieprza).
Pierwsze wzmianki o Piotrowicach pochodzą z 1409 roku. Wieś szlachecka położona była w drugiej połowie XVI wieku w powiecie lubelskim województwa lubelskiego. Do 1954 roku istniała gmina Piotrowice.
W latach 1975–1998 miejscowość należała administracyjnie do województwa lubelskiego.
Wieś stanowi sołectwo gminy Strzyżewice. Według Narodowego Spisu Powszechnego z roku 2011 wieś liczyła 1179 mieszkańców.
Wierni Kościoła rzymskokatolickiego należą do parafii Najświętszej Maryi Panny Królowej Polski w Bystrzycy Starej.

## Części wsi
| SIMC    | Nazwa              | Rodzaj             |
| ------- | ------------------ | ------------------ |
| 0391970 | Kandydaci          | część miejscowości |
| 0391986 | Kąty               | część miejscowości |
| 0391992 | Piotrowice-Kolonia | część miejscowości |

## Historia
Według Słownika geograficznego Królestwa Polskiego z roku 1887, Piotrowice alias Piotrowice Małe, wieś i folwark nad rzeką Bystrzycą w powiecie lubelskim, gminie Piotrowice, parafii Bychawka, odległe 17 wiorst od Lublina. Wieś posiadała młyn wodny, cegielnią, piec wapienny, pokłady kamienia wapiennego i torfu.
W 1827 roku było tu 29 domów, 135 mieszkańców. W 1878 r. folwark Piotrowice z osadami Kajetanówką i Cegielnią, oraz wsiami Piotrowice i Bystrzycą miał obszaru dominialnego 1888 mórg na co składały się: grunta orne i ogrody 933 mórg, łąk 103 mórg, pastwisk 6 mórg, łanu 754 mórg, zarośli 17 mrórg, wody 14 mórg, nieużytki stanowiły 61 morgi. Budynków murowanych 6, z drzewa 25, w uprawach stosowano płodozmian 8 i 12. polowy, las urządzony. Wieś Piotrowice Małe osad 21 z gruntem 320 mórg, wieś Bystrzyca osad 39 z gruntem 773 morgi.
W Piotrowicach znajduje się zespół parkowo-pałacowy z dworkiem Kajetana Koźmiana. Na przełomie XIX i XX wieku Piotrowice należały do hrabianki Jadwigi Tarnowskiej, córki hrabiego Aleksandra Tarnowskiego, autora rozpraw krytyczno-historycznych.
Według registru poborowego powiatu lubelskiego z roku 1531 we wsi Piotrowice, w parafii Krężnica, posiadał Stanisław Zbrożek ½ łana, Szymon Pieróg miał 1 łan, Jan Pierog 1 łan, Stanisław Koth ½ łana, Andrzej Sadurski ½ łana, Jan Głowacz ½ łana, Piotr Byk ¼ łana, Stanisław Babry ¼ łana, Andrzej Wiskowicz ¼ łana (Pawiński, Kodeks Małopolski, 364).
Piotrowice były własnością i siedzibą Kajetana Koźmiana, poety i autora „Ziemiaństwa” i „Czarneckiego”. Rodzice jego mieszkali w pobliskim Gałęzowie on zaś osiadł od 1830 r. w Piotrowicach i mieszkał aż do śmierci (1856 r.). Bogaty księgozbiór, jaki tu zgromadził, dostarczył synowi poety Andrzejowi materiału do ogłoszonych przezeń: „Wyciągów piotrowickich” (Wrocław, 1842-45, 2 zeszyty).
Piotrowice należą do sądu gminnego okręgi II w osadzie Bychawa, najbliższa stacja pocztowa w Lublinie. Gmina posiadała 22,246 morgi obszaru i 4169 mieszkańców.

## Zabytki
- Dworek Kajetana Koźmiana. Piotrowice wraz z sąsiednią wsią Bystrzycą zakupił ojciec Kajetana Koźmiana, sędzia ziemski i miecznik lubelski Andrzej Alojzy Koźmian j. Nałęcz, po ślubie z bogatą panną Anną Kiełczewską. Poeta spędził tu lata dziecięce. Wracał do Piotrowic także z Warszawy, gdzie pełnił ministerialne urzędy. Po upadku powstania listopadowego osiadł na stałe w Piotrowicach. Napisał tu Ziemiaństwo polskie, Pamiętniki, Stefana Czarnieckiego. Zmarł w Piotrowicach w 1856 roku i pochowany został w pobliskiej Bychawce. Jego syn Andrzej Edward, urodzony w Piotrowicach w 1804 r., absolwent Uniwersytetu Warszawskiego, biograf, autor „Zapisków Piotrowickich”, założył w Piotrowicach szkołę wiejską. W 1836 r. urodził się tutaj wnuk Kajetana Koźmiana, Stanisław, publicysta krakowski i krytyk teatralny.

- Obok stawu stoi stary młyn wodny, od 1929 r. turbinowy, dworski, budowany przy częściowym wykorzystaniu materiału rozbiórkowego ze starego wiatraka, dziś już nieczynny.

- W miejscowości znajduje się Cmentarz wojenny z I wojny światowej.

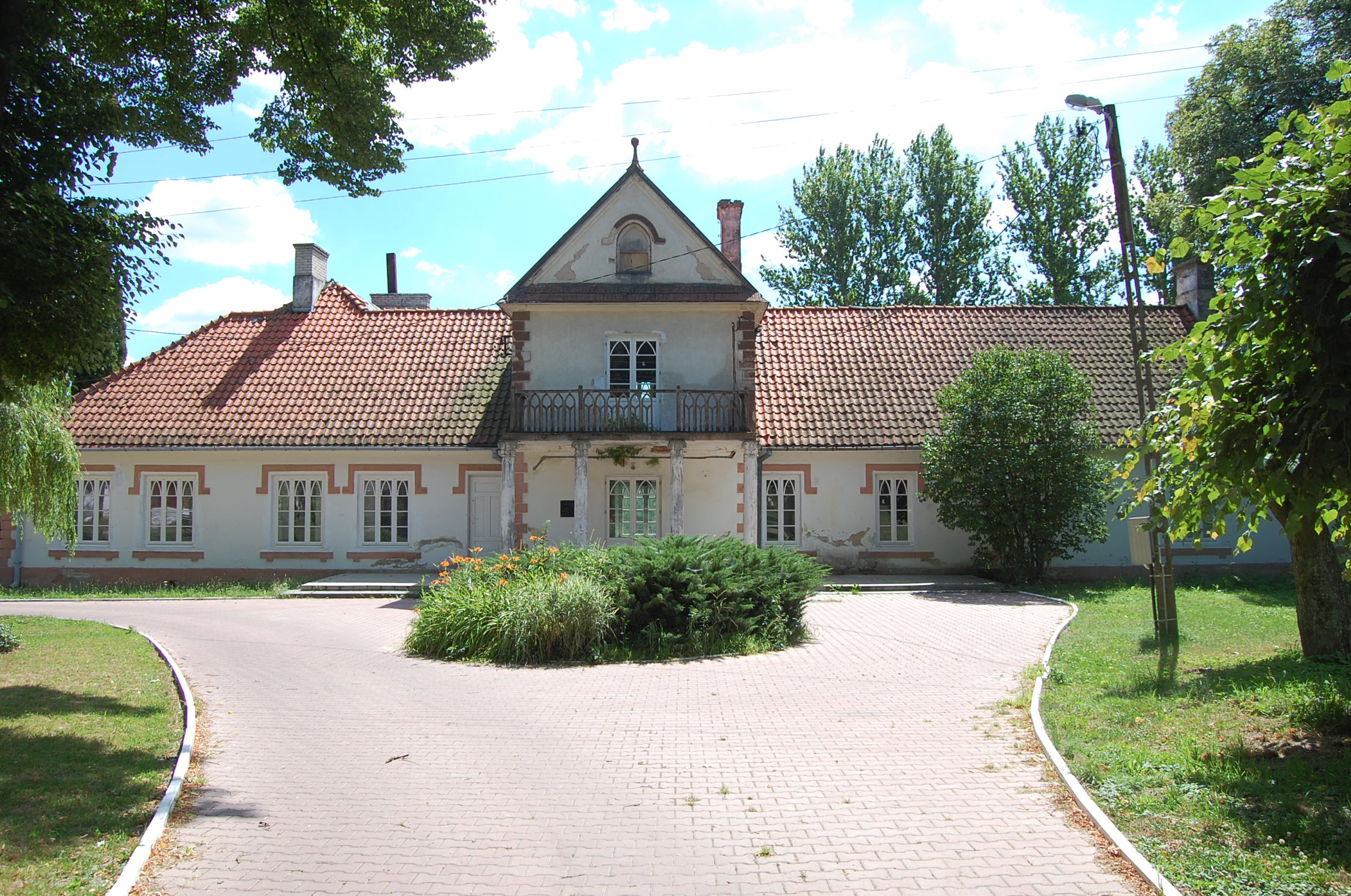
Dworek Kajetana Koźmiana przed remontem (2008)
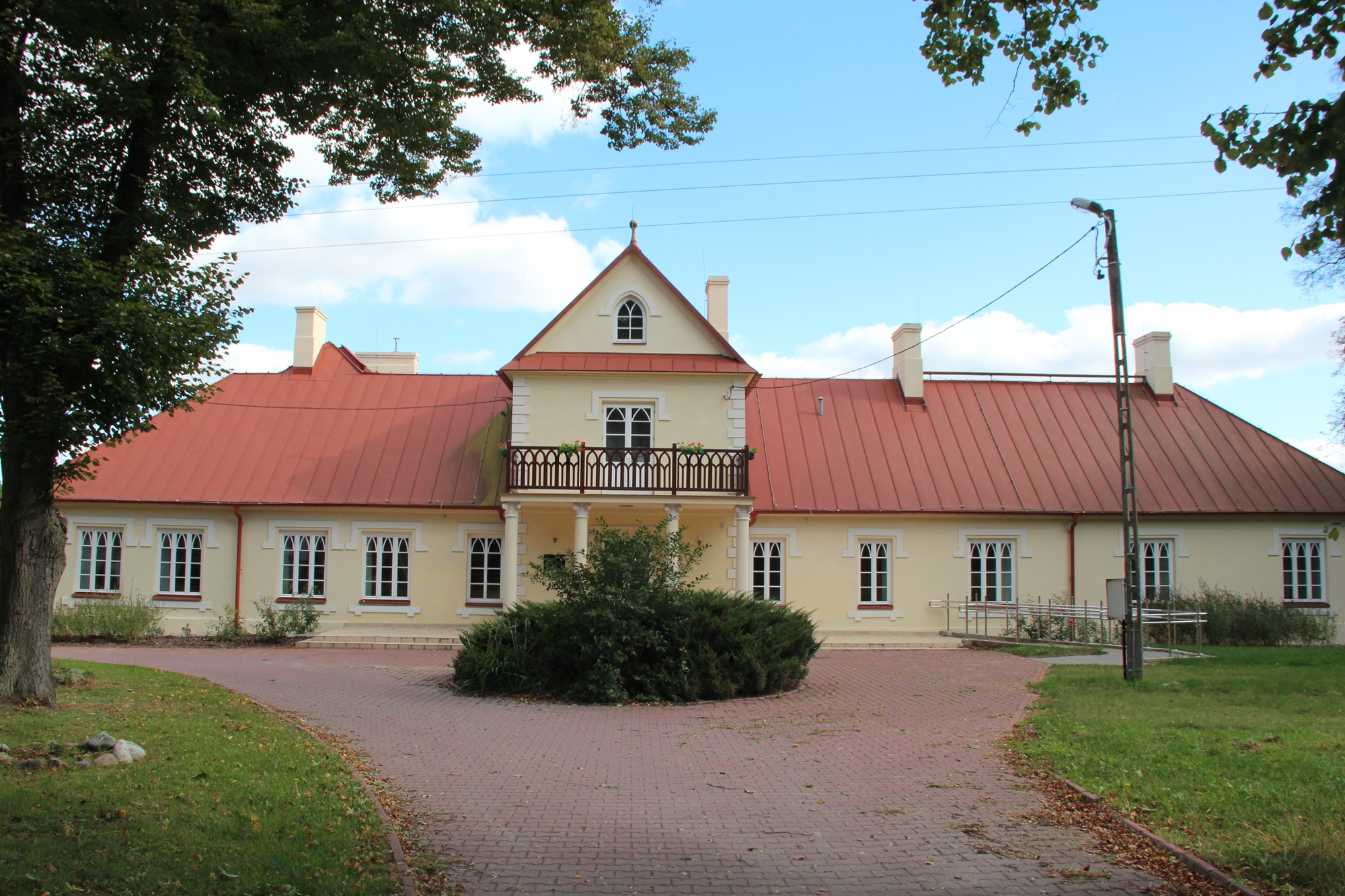
Dworek po remoncie (2014)
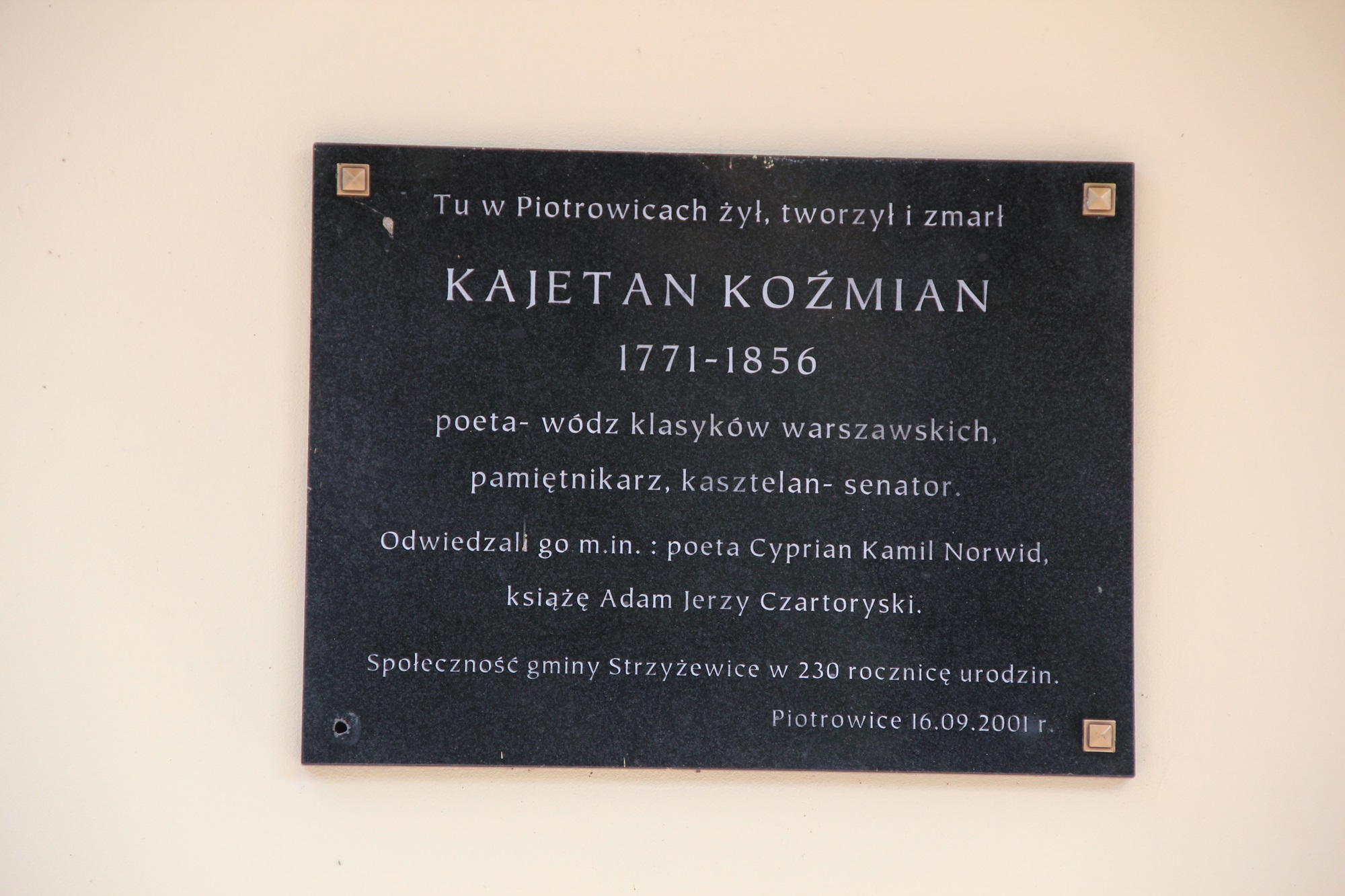
Tablica pamiątkowa na dworku
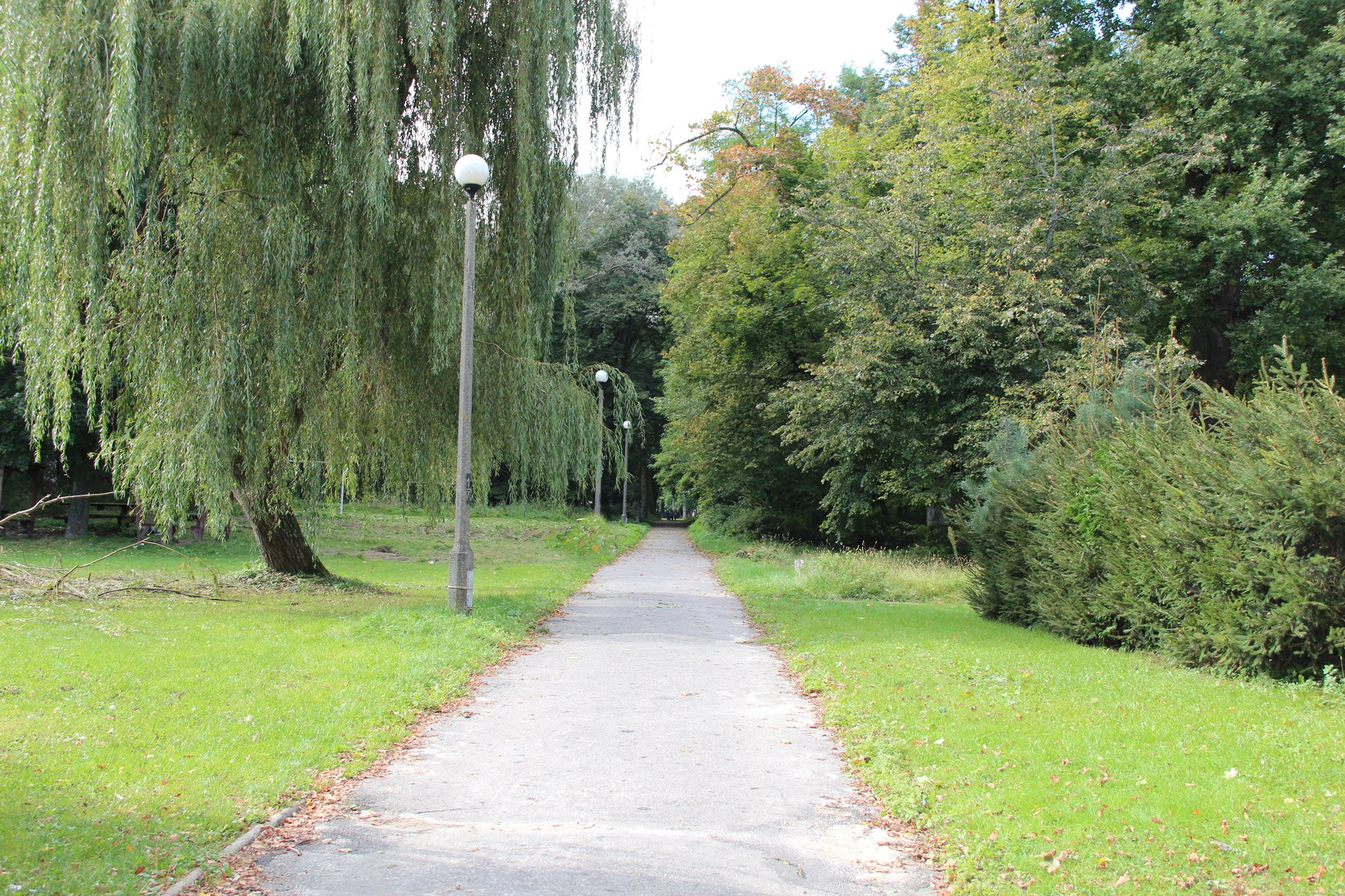
Park z aleją wjazdową
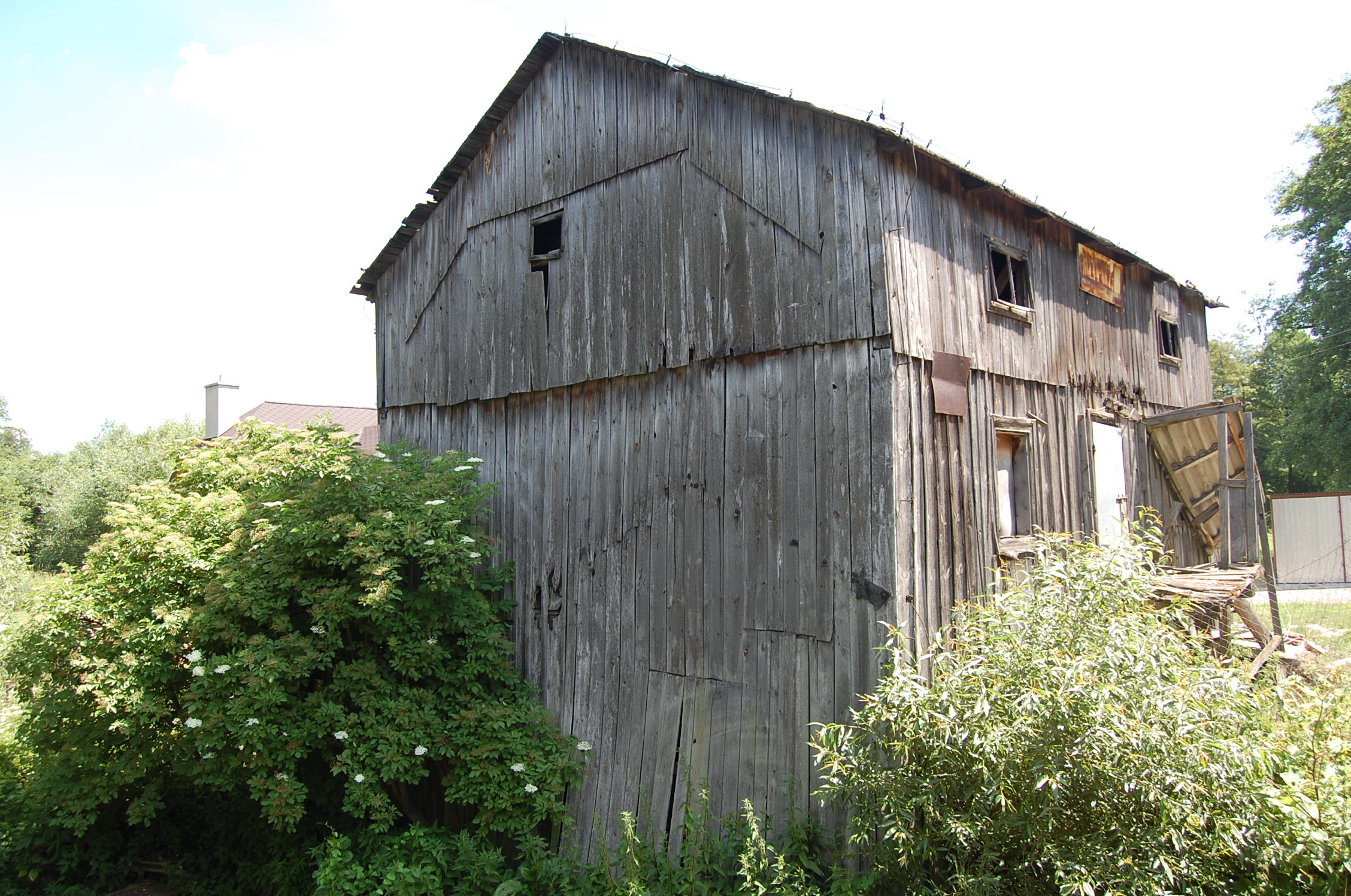
Młyn wodny
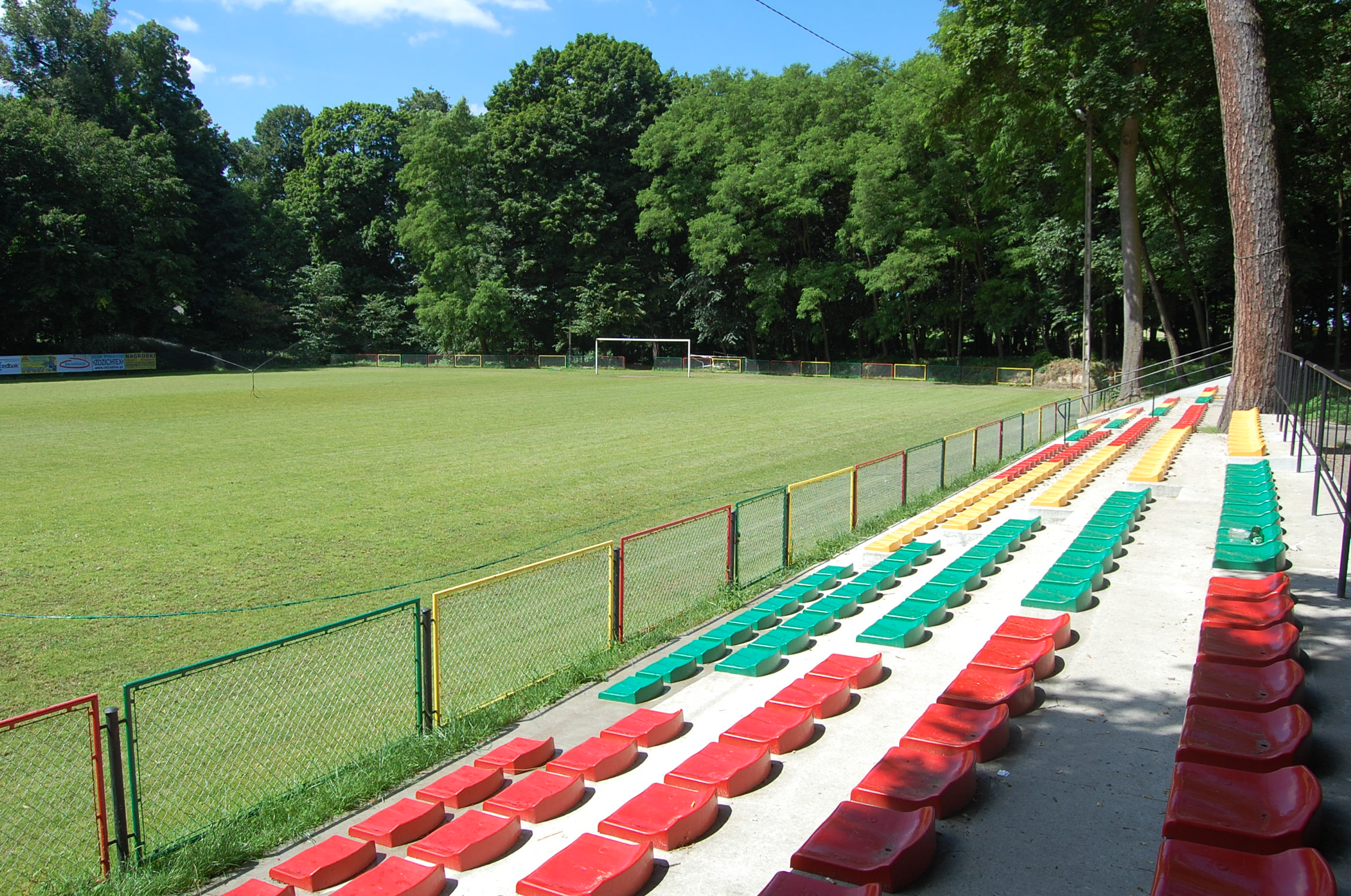
Stadion piłkarski

## Edukacja
W Piotrowicach znajduje się Zespół Szkół Techniki Rolniczej im. Wincentego Witosa z internatem.

## Sport
W Piotrowicach znajdują się:
- Stadion piłkarski
- Kort (można na nim grać w siatkówkę, koszykówkę oraz tenisa)
- Boisko treningowe

Ponadto istnieje GLKS POM „Iskra” Piotrowice z dwoma sekcjami: podnoszenie ciężarów i piłka nożna.